# フランツ・ケラー
フランツ・ケラー（Franz Keller、1945年1月19日 - ）は、ドイツ、バイエルン州オストアルゴイ郡ネッセルヴァング出身の元ノルディック複合、スキージャンプ選手。

## プロフィール
1965年に、ドイツのMeßstettenで行われた西ドイツジュニア選手権で優勝、翌1966年の世界選手権で同僚ゲオルク・トーマに次いで銀メダルを獲得した。またこの年の西ドイツ選手権、純ジャンプで優勝している。
1967年のホルメンコーレンスキー大会で優勝、1968年グルノーブルオリンピックでは金メダルを獲得 し、同年のドイツ最優秀スポーツ選手にも選ばれた。
1973年にはホルメンコーレン・メダルを受賞（アイナル・ベルクスラント、インゴルフ・モルクと同時受賞）した。